# Guzmania musaica
Guzmania musaica là một loài thực vật có hoa trong họ Bromeliaceae. Loài này được (Linden & André) Mez mô tả khoa học đầu tiên năm 1896.

## Hình ảnh

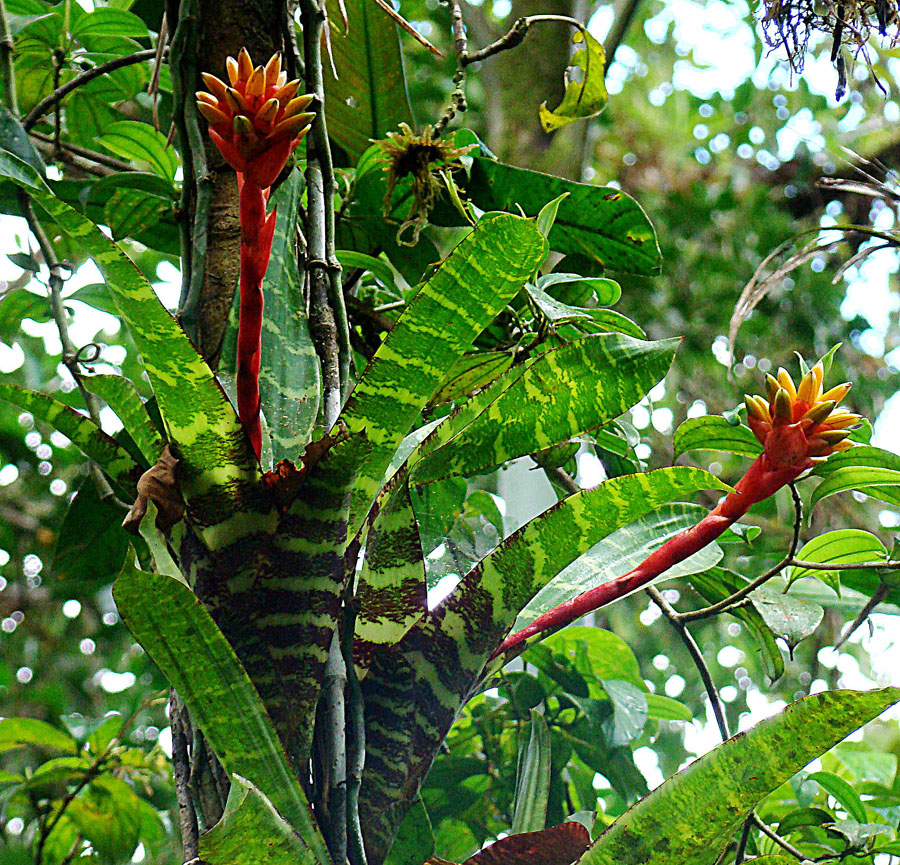
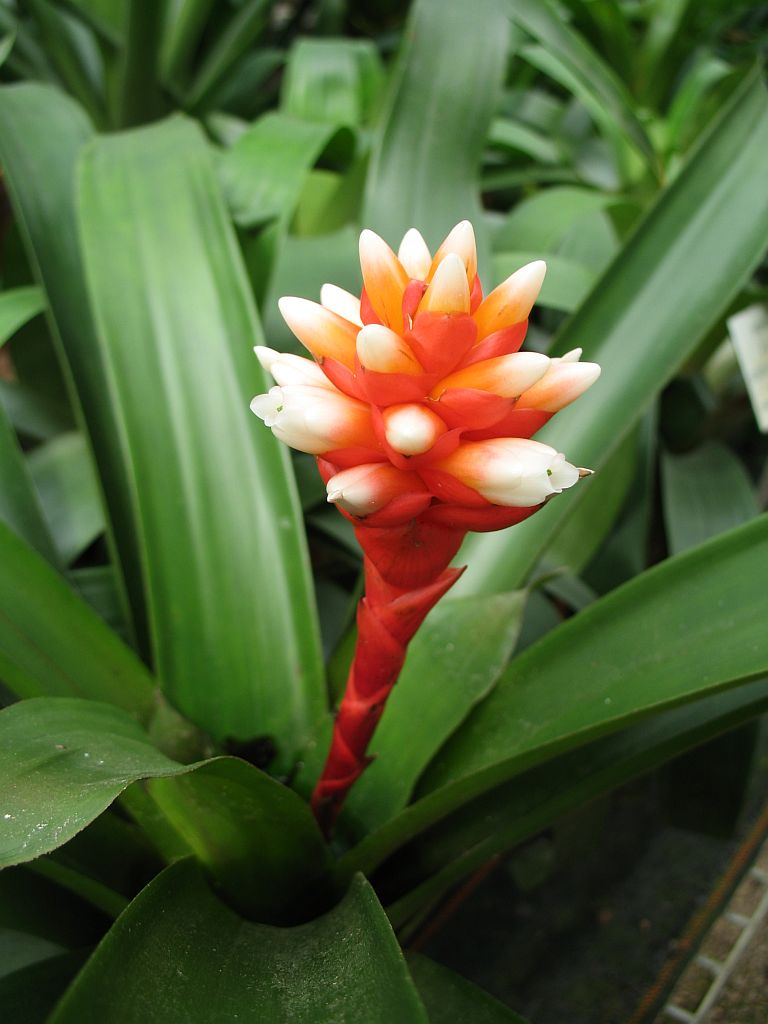
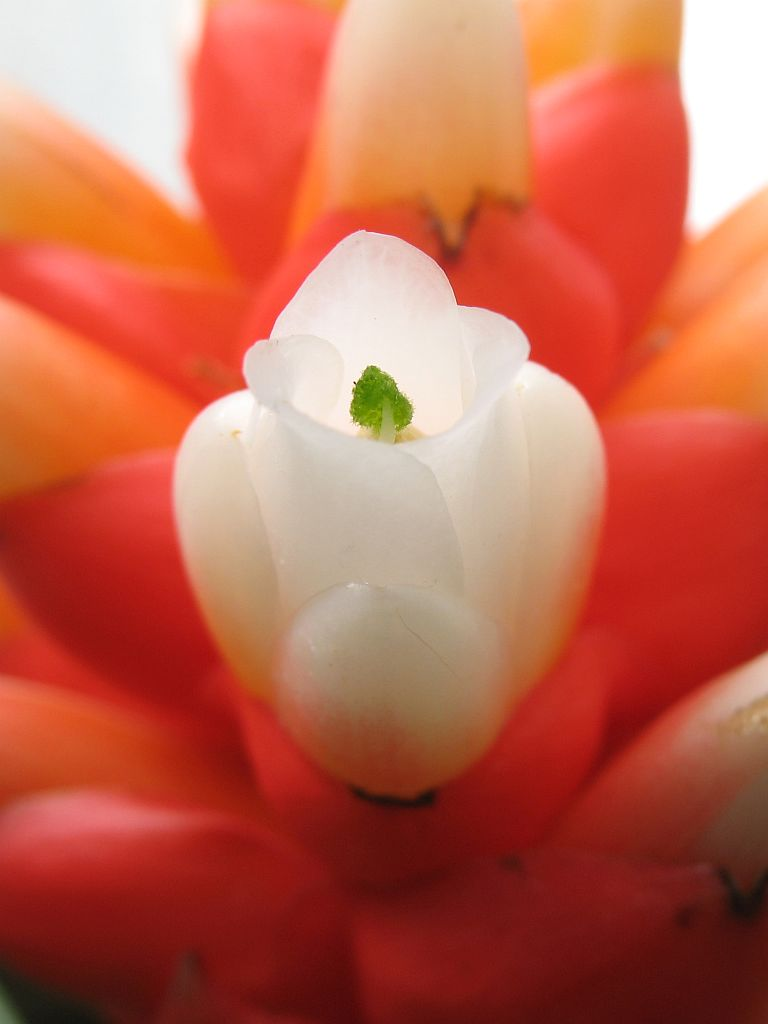